# Лаева (волость)
Ла́ева (ест. Laeva vald) — волость в Естонії, одиниця самоврядування в повіті Тартумаа з 11 липня 1991 по 25 жовтня 2017 року.

## Географічні дані
Площа волості — 233,2 км2, чисельність населення на 1 січня 2017 року становила 745 осіб.

## Населені пункти
Адміністративний центр — село Лаева.
На території волості розташовувалися 6 сіл (küla): Валмаотса (Valmaotsa), Вяеніквере (Väänikvere), Кямара (Kämara), Кяревере (Kärevere), Лаева (Laeva), Сінікюла (Siniküla).

## Історія
11 липня 1991 року Лаеваська сільська рада була перетворена у волость зі статусом самоврядування.
22 червня 2017 року Уряд Естонії постановою № 104 затвердив утворення нової адміністративної одиниці шляхом об'єднання територій волостей зі складу повіту Тартумаа: Лаева, Пійріссааре і Тарту, та волості Табівере, що належала повіту Йиґевамаа. Новий муніципалітет отримав назву волость Тарту. Зміни в адміністративно-територіальному устрої, відповідно до постанови, мали набрати чинності з дня оголошення результатів виборів до волосної ради нового самоврядування.
15 жовтня 2017 року в Естонії відбулися вибори в органи місцевої влади. Утворення волості Тарту набуло чинності 25 жовтня 2017 року. Волость Лаева вилучена з «Переліку адміністративних одиниць на території Естонії».